# Blasticorhinus decernens
Blasticorhinus decernens är en fjärilsart som beskrevs av Walker 1864. Blasticorhinus decernens ingår i släktet Blasticorhinus och familjen nattflyn. Inga underarter finns listade i Catalogue of Life.